# Dracs i Masmorres (pel·lícula)
Dracs i Masmorres (títol original en anglès, Dungeons & Dragons) és una pel·lícula de fantasia de l'any 2000 dirigida per Courtney Solomon i basat en el joc de rol Dungeons & Dragons. Aquesta pel·lícula ha estat doblada a diverses llengües, entre elles el català.

## Argument
La història concerneix en el dolent mag Profion (Jeremy Irons) que intenta controlar els dracs vermells amb un potent artefacte, i vol destronar la idealista jove Emperadriu Savina d'Izmer, (Thora Birch). Els joves herois a qui es destina aturar aquest esdeveniment són Marina Pretensa (Zoe McLellan), una bona aprenenta de mag; i Ridley Freeborn i Snails (Justin Whalin i Marlon Wayans), dos lladres que resulten ser al lloc equivocat a l'època equivocada, acompanyats del nan Elwood Gutworthy (Lee Arenberg), i la misteriosa elfa anomenada Norda (Kristen Wilson) enviada per l'Emperadriu Savina, que primerament volia aturar els herois, però més tard en ajudar-los. Ells estan perseguits durant la història pel primer guardià d'en Profion anomenat Damodar (Bruce Payne); líder de lluita en la Brigada Crimson d'Izmer. Com a part del seu objectiu, els herois exigeixen una pedra preciosa màgica del Mestre del Gremi d'Antius City Thieves, en Xilus (Richard O'Brien.